# Krousónas
Krousónas, en grec moderne : Κρουσώνας, est un village et une ancienne municipalité du district régional d'Héraklion, en Crète, en Grèce. Depuis la réforme du gouvernement local de 2011, il fait partie du dème de Malevízi, dont il est une unité municipale. Celle-ci a une superficie de 65 033 km2. 
Selon le recensement de 2011, la population de Krousónas compte 2 776 habitants.

## Source de la traduction
- (en) Cet article est partiellement ou en totalité issu de l’article de Wikipédia en anglais intitulé « Krousonas » (voir la liste des auteurs).